# یادویشن (شهرستان سوکوووف)
یادویشن (به لاتین: Jadwisin) یک روستا در لهستان است که در گمینا سابنگه واقع شده‌است.